# Tatung-Universität

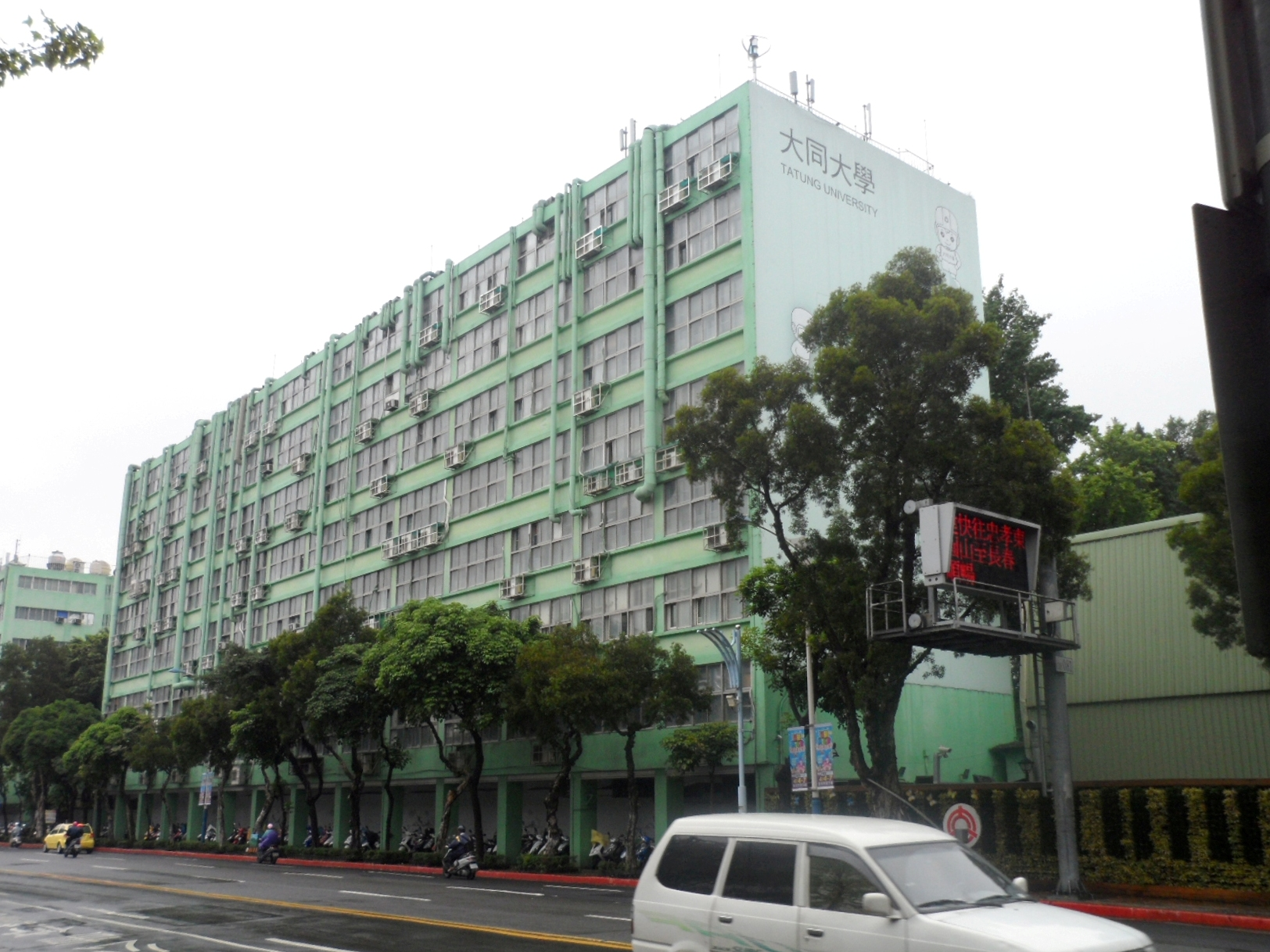
Hauptgebäude der Universität in Zhongshan

Die Tatung-Universität (大同大學) ist eine private Universität in Zhongshan, Taipeh, Taiwan. Es besteht eine enge Kooperation mit dem Hardwarehersteller Tatung.

## Geschichte
Das Tatung-Institut für Technologie wurde 1956 gegründet. Anfangs wurden nur zweijährige College-Programme angeboten. Erster Präsident der Schule war TS Lin. 1963 wurden die Studienprogramme auf vier Jahre akkreditiert. Seit 1976 werden Master-Studiengänge angeboten und seit 1982 auch Promotionsprogramme. 1999 wurde das Institut in Tatung-Universität umbenannt.